# دی اتیل کاربامازین
دی اتیل کاربامازین (به انگلیسی: Diethylcarbamazine)
رده درمانی: داروی ضدانگل .
اشکال دارویی:

## موارد مصرف
کاربرد اصلی این دارو درمان برخی بیماریهای انگلی خاص مانند پیل‌پایی (فیلاریازیس لنفاوی) می‌باشد.

## عملکرد
این دارو از طریق مهار متابولیسم اسید آراشیدونیک در درمان نماتودهای ایجادکننده فیلاریازیس لنفاوی (ووشریا بانکروفتی، بروگیا مالائی، لوآلوآ و ...) مؤثر است.